# ماثيو جونز (مغني)
ماثيو جونز (بالإنجليزية: Matthew Jones)‏ هو مغني أمريكي، ولد في 17 سبتمبر 1936، وتوفي في 30 مارس 2011.

## وصلات خارجية
- ماثيو جونز على موقع ميوزك برينز (الإنجليزية)
- ماثيو جونز على موقع ديسكوغز (الإنجليزية)